# Wurzelbauer (cràter)
Wurzelbauer és el romanent d'un cràter d'impacte que es troba en el terreny accidentat de l'hemisferi sud de la Lluna. El cràter lleugerament més petit Gauricus es troba a la banda de la vora oriental, mentre que al nord-est i nord-est es troba Pitatus.

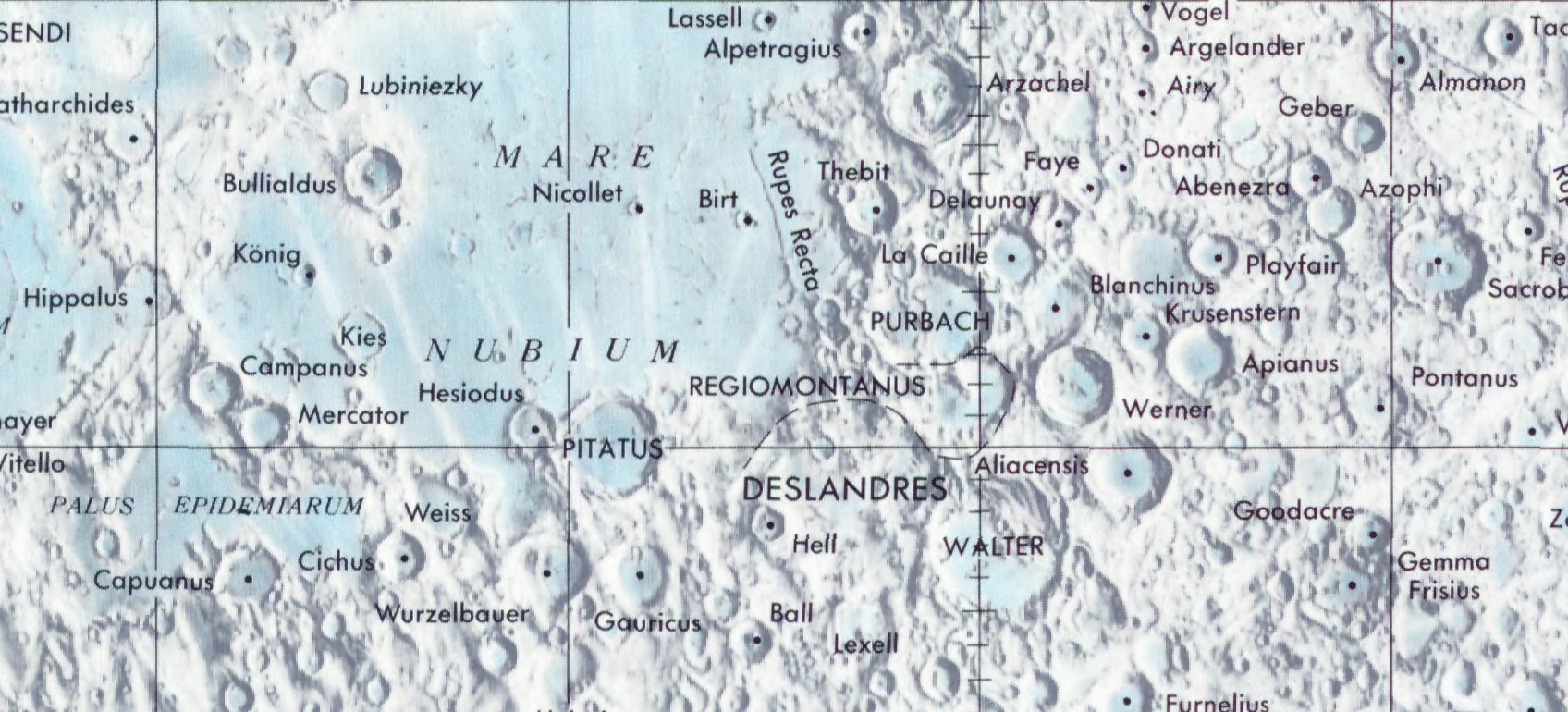
Localització de Wurzelbauer (centre de la meitat inferior de la imatge)
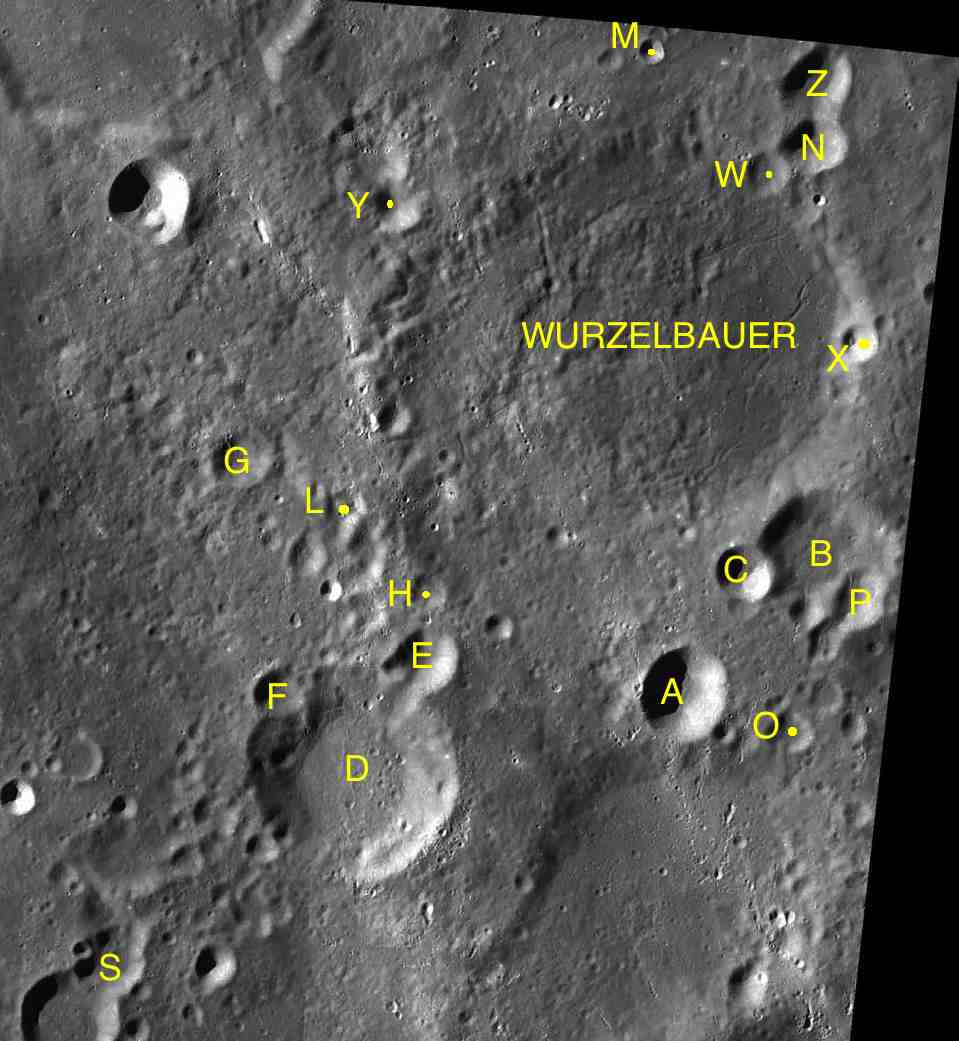
Cràters satèl·lits
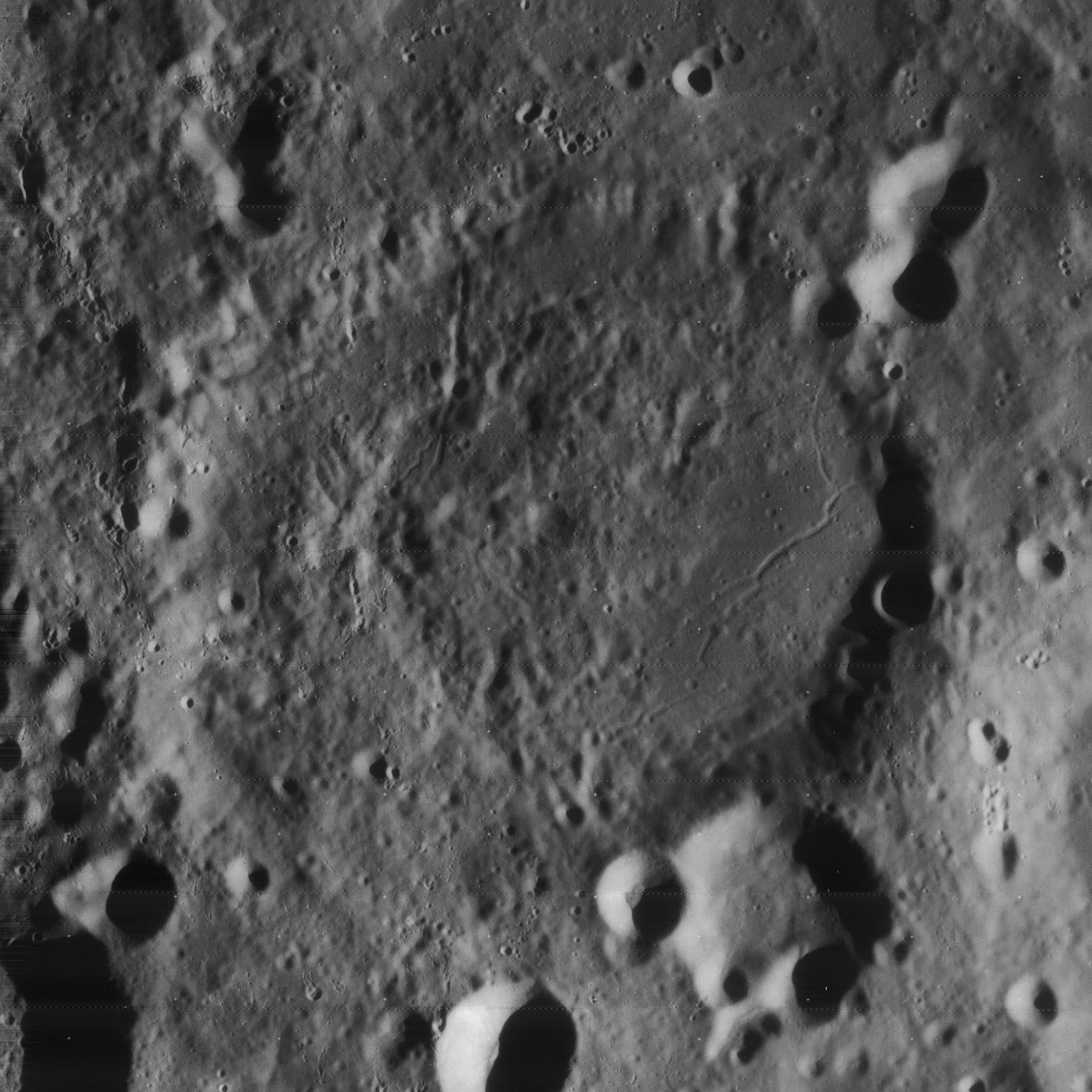
Imatge de la missió Lunar Orbiter 4

La vora d'aquest cràter s'ha erosionat profundament i forma una cresta baixa i una mica irregular al voltant del sòl interior. En la vora sud-est es localitza Wurzelbauer B, mentre que Wurzelbauer A està gairebé unit a la vora sud. Una curta cadena de cràters jeu al costat de la vora nord.
La meitat occidental del sòl interior és una mica més irregular que en l'est, amb un complex de crestes baixes que cobreix parts de la superfície. La vora occidental del sòl del cràter està marcat per una secció de sistema de marques radials que irradia des Tycho, localitzat al sud-sud-est.

## Cràters satèl·lits
Per convenció aquests elements són identificats en els mapes lunars posant la lletra en el costat del punt central del cràter que està més proper a Wurzelbauer.
| Wurzelbauer | Coordenades                          | Diàmetre |
| ----------- | ------------------------------------ | -------- |
| A           | 35° 42′ S, 15° 24′ O / 35.7°S,15.4°O | 17 km    |
| B           | 34° 54′ S, 14° 30′ O / 34.9°S,14.5°O | 25 km    |
| C           | 35° 00′ S, 15° 06′ O / 35.0°S,15.1°O | 10 km    |
| D           | 36° 18′ S, 17° 36′ O / 36.3°S,17.6°O | 38 km    |
| E           | 35° 42′ S, 17° 12′ O / 35.7°S,17.2°O | 11 km    |
| F           | 35° 54′ S, 18° 06′ O / 35.9°S,18.1°O | 9 km     |
| G           | 34° 36′ S, 18° 36′ O / 34.6°S,18.6°O | 11 km    |
| H           | 35° 18′ S, 17° 12′ O / 35.3°S,17.2°O | 7 km     |
| L           | 34° 48′ S, 17° 48′ O / 34.8°S,17.8°O | 7 km     |
| M           | 32° 06′ S, 16° 00′ O / 32.1°S,16.0°O | 5 km     |
| N           | 32° 30′ S, 14° 48′ O / 32.5°S,14.8°O | 13 km    |
| O           | 35° 54′ S, 14° 36′ O / 35.9°S,14.6°O | 9 km     |
| P           | 35° 06′ S, 14° 12′ O / 35.1°S,14.2°O | 9 km     |
| S           | 35° 42′ S, 19° 18′ O / 35.7°S,19.3°O | 12 km    |
| W           | 32° 42′ S, 15° 06′ O / 32.7°S,15.1°O | 8 km     |
| X           | 33° 36′ S, 14° 24′ O / 33.6°S,14.4°O | 7 km     |
| Y           | 33° 12′ S, 17° 42′ O / 33.2°S,17.7°O | 9 km     |
| Z           | 32° 12′ S, 14° 54′ O / 32.2°S,14.9°O | 12 km    |